# Bruce Peever
Bruce Peever (* 4. September 1931; † 4. Mai 1998) war ein australischer Stabhochspringer.
Bei den British Empire and Commonwealth Games 1954 in Vancouver wurde er Siebter, und bei den Olympischen Spielen 1956 in Melbourne schied er in der Qualifikation aus.
Fünfmal wurde er Australischer Meister (1951, 1954–1956, 1958). Seine persönliche Bestleistung von 4,14 m stellte er 1956 in der Halle auf.